# Myrträsket (Lycksele socken, Lappland, 716634-163067)
Myrträsket är en sjö i Lycksele kommun i Lappland och ingår i Umeälvens huvudavrinningsområde. Sjön har en area på 0,043 kvadratkilometer och ligger 255,3 meter över havet.

## Delavrinningsområde
Myrträsket ingår i det delavrinningsområde (716660-162998) som SMHI kallar för Utloppet av Myrträsket. Medelhöjden är 262 meter över havet och ytan är 0,66 kvadratkilometer. Det finns inga avrinningsområden uppströms utan avrinningsområdet är högsta punkten. Vattendraget som avvattnar avrinningsområdet har biflödesordning 3, vilket innebär att vattnet flödar genom totalt 3 vattendrag innan det når havet efter 154 kilometer. Avrinningsområdet består mestadels av skog (60 procent) och sankmarker (33 procent). Avrinningsområdet har 0,04 kvadratkilometer vattenytor vilket ger det en sjöprocent på 6,3 procent.